# جشنواره بین‌المللی فیلم باف

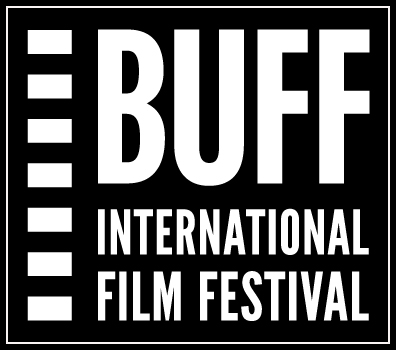
لوگوی باف

جشنواره بین‌المللی فیلم باف (انگلیسی: BUFF International Film Festival)، (با تلفظ سوئدی: بوف) یک جشنواره تخصصی فیلم کودکان و نوجوانان در مالمو سوئد است
که از سال ۱۹۸۴ هر ساله در ماه مارس برگزار می‌شود. باف عضوی از اتحادیه فیلم‌های کودکان اروپا (ECFA) است.

## جوایز
- جایزه فیلم کودکان شهر مالمو
- جایزه کلیسای سوئد
- جایزه فیلم جوانان
- جایزه اتحادیه فیلم‌های کودکان اروپا
- جایزه فیلم کوتاه شهر اسکونه
- جایزه SVT’s Pitch
- جایزه سینمای کودک سال
- جایزه روزنامه سیدسونسکن
- فیلم کودکان SF Bio[۳]